# Dun-le-Poëlier
Dun-le-Poëlier är en kommun i departementet Indre i regionen Centre-Val de Loire i de centrala delarna av Frankrike. Kommunen ligger i kantonen Saint-Christophe-en-Bazelle som tillhör arrondissementet Issoudun. År 2022 hade Dun-le-Poëlier 437 invånare.

## Befolkningsutveckling
Antalet invånare i kommunen Dun-le-Poëlier
Referens:INSEE